# Харазишвили, Звиад
Звиад Харазишвили (прозвище «Хареба»; груз. ზვიად ხარაზიშვილი; род. 20 марта 1975, Хашури) — грузинский чиновник службы безопасности, известный своей противоречивой ролью в правоохранительных органах Грузии. С сентября 2019 г. по 10 июня 2025 г. занимал должность директора Департамента специальных задач МВД Грузии. На протяжении своей карьеры Харазишвили неоднократно обвинялся в применении чрезмерной силы, нарушениях прав человека и подавлении инакомыслия, особенно в контексте протестных акций. В 2024 году по этим обвинениям был включён в санкционный список США, а также Эстонии, Латвии, Литвы и Великобритании. Широко известен под прозвищем «Хареба», в честь фильма Хареба и Гоги.

## Прозвище
Звиад Харазишвили широко известен под прозвищем «Хареба». Прозвище является отсылкой к Хареба Джибути, одному из главных героев советского фильма 1987 года «Хареба и Гоги» режиссёра Георгия Шенгелая, повествующего о двух разбойниках, ставших народными героями в дореволюционной Грузии. Само слово «хареба» (груз. ხარება) на грузинском языке означает «Благовещение».

## Начало карьеры и служба в правоохранительных органах
Харазишвили начал свою карьеру в середине 1990-х годов в Специальной службы государственной охраны Грузии (ССГО) во время президентства Эдуарда Шеварднадзе. В этот период, характеризующийся политической нестабильностью и экономическими трудностями в постсоветской Грузии, ССГО играла важную роль в обеспечении безопасности высших должностных лиц и государственных объектов. «Byline Times» сообщает, что помимо службы в ССГО, Харазишвили занимался бизнесом по продаже топлива вместе с Вахтангом Гомелаури, который впоследствии стал министром внутренних дел Грузии.
В период службы при правительстве «Единого национального движения» Харазишвили, по некоторым данным, участвовал в спецоперации, связанной с попыткой мятежа на военной базе в Мухровани в 2009 году. Утверждается, что он принимал участие в операции, в ходе которой один из главных подозреваемых в мятеже, Гия Криалишвили, был убит силами безопасности.
После Революции роз 2003 года и прихода к власти Единого национального движения (ЕНД) во главе с Михаилом Саакашвили, Харазишвили продолжил службу в Министерстве внутренних дел Грузии (МВД). Он присоединился к Департаменту специальных задач, подразделению, специализирующемуся на выполнении высокорискованных операций, борьбе с организованной преступностью и поддержании общественного порядка.

## Служба в СГБ
В 2015 году, после смены власти и победы на выборах партии «Грузинская мечта», Харазишвили перешел на службу в Службу государственной безопасности Грузии (СГБ). В СГБ он возглавил одно из подразделений спецназа. В 2017 году Харазишвили участвовал в осаде квартиры на Исани, антитеррористической операции, которая привела к гибели трех подозреваемых в терроризме и одного сотрудника спецназа, а также ранению четырёх других сотрудников. Несмотря на неоднозначные оценки эффективности действий спецслужб в ходе этой операции, и тому, что спец. операцию довёл до конца отряд спецназа «Шавнабада», а не отряд Харазишвили, несмотря на это Хареба был впоследствии повышен в должности до командира более элитного отряда спецназа «Шавнабада». В 2019 году, во время протестов, известных как «Гавриловская ночь»», Харазишвили командовал тем же отрядом спецназа «Шавнабада», участвовавшим в разгоне демонстраций.

## Возвращение в МВД
В сентябре 2019 года, после назначения Вахтанга Гомелаури на пост министра внутренних дел, Харазишвили вернулся в МВД и занял пост директора Департамента специальных задач. На этой должности он руководил подразделением, ответственным за операции высокого риска, борьбу с организованной преступностью и поддержание общественного порядка во время массовых мероприятий.

### Участие в подавлении протестов и обвинения в насилии
Именно в должности директора Департамента специальных задач имя Звиада Харазишвили стало широко ассоциироваться с обвинениями в нарушениях прав человека и применении чрезмерной силы, особенно во время подавления массовых протестов против закона об «иностранных агентах» в 2023 и 2024 годах, а также протестов после парламентских выборов 2024 года. Многочисленные источники, включая свидетельства очевидцев и журналистские расследования, обвиняли подразделения под его командованием и лично Харазишвили в жестоких разгонах демонстраций, избиениях протестующих, а также преследовании оппозиционных политиков и активистов.
В частности, Харазишвили обвинялся в личном участии в избиении лидера «Единого национального движения» Левана Хабеишвили в мае 2024 года. Утверждалось, что Харазишвили лично присутствовал при избиениях задержанных и снимал происходящее на камеру, заставляя задержанных выкрикивать лозунги в его поддержку («Харебас гаумаржос!» — «Да здравствует Хареба!»). В интервью TV Pirveli, опубликованном в мае 2024 года, Харазишвили, отвечая на вопрос журналиста о применении насилия к протестующим, заявил: «Я не бью молодых людей, я бью нелюдей» (груз. მე ახალგაზრდებს არ ვცემ, არაკაცებს ვცემ). В том же интервью он упомянул о существовании «списка» лиц, подлежащих «обработке» его подчиненными. Эти заявления вызвали широкий общественный резонанс и осуждение со стороны правозащитных организаций.
Во время массовых протестов в ноябре-декабре 2024 года, последовавших за парламентскими выборами и объявлением о приостановке евроинтеграции, подразделения под командованием Харазишвили вновь обвинялись в жестоком обращении с протестующими.
На фоне принятия анти-ЛГБТ законодательства и усиления гомофобной риторики со стороны властей, в ноябре 2024 года была убита известная трансгендерная женщина Кесария Абрамидзе, а в октябре совершено нападение на транс-активистку Нату Таликишвили. Весной 2024 года офис организации Tbilisi Pride дважды подвергался вандализму.

## Санкции
16 сентября 2024 года Министерство финансов США ввело финансовые санкции против Харазишвили и его заместителя Милери Лагазаури на основании Исполнительного указа 13818, реализующего «Глобальный акт Магнитского о подотчетности в области прав человека». Основанием послужила его руководящая роль в Департаменте специальных задач (ДСЗ), сотрудники которого, по данным Минфина США, участвовали в серьезных нарушениях прав человека, включая жестокие избиения (полицейская жестокость) и преследование граждан, оппозиционных лидеров и журналистов во время подавления мирных протестов против закона об «иностранном влиянии» в 2023-2024 годах. Минфин США также отметил его личное участие в физическом и словесном насилии, включая избиения задержанных и унижающее достоинство обращение. Одновременно Государственный департамент США объявил о введении визовых ограничений против Харазишвили, Лагазаури и более 60 других неназванных грузинских лиц (включая чиновников, сотрудников правоохранительных органов и членов их семей) за подрыв демократии и нарушения прав человека, связанные с подавлением протестов.
2 декабря 2024 года Эстония, Латвия и Литва совместно ввели санкции (запрет на въезд) против Харазишвили и 10 других грузинских чиновников, ответственных за подавление протестов и нарушения прав человека.
19 декабря 2024 года Великобритания ввела против него санкции (заморозку активов и запрет на въезд) на основании Положений о глобальных санкциях в области прав человека 2020 года (Global Human Rights Sanctions Regulations 2020). Причиной была названа ответственность за действия, равносильные серьезным нарушениям права не подвергаться пыткам или жестокому, бесчеловечному или унижающему достоинство обращению, в частности, за насилие со стороны ДСЗ под его руководством против граждан, лидеров оппозиции и журналистов после принятия закона об «иностранном влиянии». Впоследствии, 9 апреля 2025 года, Харазишвили был также дисквалифицирован как директор компании в Великобритании.
5 февраля 2025 года Чехия также включила Харазишвили в свой национальный санкционный список.
Харазишвили включен в Список Магнитского.

## Реакция на санкции и последующие события
Несмотря на введение международных санкций, Звиад Харазишвили сохранил пост директора Департамента специальных задач МВД. В октябре 2024 года, в преддверии парламентских выборов, министр внутренних дел Вахтанг Гомелаури издал приказ, согласно которому Харазишвили назначался фактическим куратором мер безопасности в день выборов. Ему было поручено назначать представителей в «территориальные оперативные группы», ответственные за предотвращение и реагирование на правонарушения, включая возможные «превентивные и реактивные меры» против скоплений людей у избирательных участков. Это решение вызвало резкую критику со стороны грузинских неправительственных организаций и оппозиционных деятелей, которые расценили назначение чиновника, находящегося под санкциями за насилие против оппонентов, на такую роль как неприемлемое и как попытку запугивания избирателей.

### Отставка
10 июня 2025 года было объявлено, что Звиад Харазишвили покинул пост директора Департамента по особым поручениям МВД в рамках масштабных кадровых перестановок в министерстве. Изменения произошли после назначения Гелы Геладзе новым министром внутренних дел, который сменил на этом посту Вахтанга Гомелаури. На должность Харазишвили был назначен Роман Карцивадзе. Ранее, 28 мая 2025 года, МВД опровергало информацию о его отставке.

## Политические взгляды
Звиад Харазишвили обвинялся в гомофобных взглядах и действиях. Согласно отчету ILGA-Europe за 2025 год, во время массовых протестов в ноябре-декабре 2024 года он, как глава Департамента специальных задач, публично допускал гомофобные высказывания в адрес протестующих. Организация отмечает, что это способствовало созданию враждебной атмосферы и снижению доверия к правоохранительным органам среди ЛГБТ-сообщества Грузии

## Награды
- Орден Чести — награждён 30 января 2025 года во время церемонии во Дворце президента Грузии. Награду вручил Президент Грузии Михаил Кавелашвили по совместному представлению премьер-министра Ираклия Кобахидзе и председателя парламента Шалвы Папуашвили «за особый вклад в укрепление законности и правопорядка». На момент награждения занимал должность директора Департамента особых поручений МВД Грузии в звании полковника полиции. Вместе с Харазишвили были награждены и другие руководители полиции, включая министра внутренних дел Вахтанга Гомелаури[33].

## Личная жизнь и бизнес
Звиад Харазишвили женат и имеет сына, Харебу Харазишвили (род. 15 июня 2009). Семья проживает в Тбилиси, в Глданском районе, по адресу: микрорайон III, Глдани, дом 68б, кв. 71.
Согласно финансовым декларациям, Харазишвили владеет или владел следующими активами в Грузии:
- Недвижимость[34]:
  - Квартира в Тбилиси, Глданский район, микрорайон III, корпус 68б, площадью 56.7 м², приобретенная 31 января 2005 года за 15 000 долларов США.
  - Земельный участок в Тбилиси, Глдани, площадью 1000 м², приобретенный 10 ноября 2010 года за 3000 долларов США.
  - Два земельных участка в Карельском муниципалитете, село Саголашени:
    - 7502 м² (кадастровый код: 68.11.53.000.456[36]), полученный в результате земельной реформы 24 декабря 2012 года.
    - 5439 м² (кадастровый код: 68.11.53.048.005[37]), полученный в результате земельной реформы 6 марта 2018 года.
- Автомобили:
  - В 2024 году Харазишвили был замечен за рулём чёрных внедорожников SUV с государственными номерными знаками JJ-002-JJ[38][39], предположительно служебных.
  - Согласно декларации за 2023 год, Харазишвили владел автомобилем Jeep Wrangler (2002 года выпуска) с государственным номером ZRX-777, приобретенным в 2011 году за 9600 лари[35]. В декларации за 2024 год этот автомобиль не указан[34].
- Бизнес:
  - С 28 ноября 2014 года[34] по 30 сентября 2024 года[40][41] Харазишвили владел 50 % долей в ООО «Саранги» (груз. შპს სარანგი), частной охранной компании. Юридический адрес компании: 0159, г. Тбилиси, Дидубе-Чугуретский район, Дигомский массив, III квартал, корпус 16, дом 43[34]. В 2023 году доход Харазишвили от участия в ООО «Саранги» составил 26 015,75 лари[34]. Вторым владельцем 50 % долей компании являлся Звиад Чохонелидзе[34][40]. 30 сентября 2024 года, через две недели после введения санкций США, Харазишвили продал свою долю Алике Надирадзе за 10 000 лари[40][41]. Издание «Byline Times» утверждает, что Харазишвили использовал ООО «Саранги» для координации нападений на оппозиционеров и выплачивал по 5 000 долларов США за каждое нападение[10]. Представители ООО «Саранги» отрицали какую-либо связь с этими событиями[10].
- Доходы (официальная зарплата в МВД):
  - 2022 год: 83 606,52 лари[35].
  - 2023 год: 111 363,03 лари[34].